# Peña Amaya
Peña Amaya es un macizo montañoso de 1377 metros de altitud situado al noroeste de la provincia de Burgos (España). Su cima es un pequeño páramo desde el que se divisa una amplia llanura hacia el sur del inicio de Tierra de Campos. Situada entre las poblaciones de Herrera de Pisuerga y Villadiego. A sus pies se encuentra la población del mismo nombre.
Geológicamente es un magnífico ejemplo de sinclinal colgado en un relieve calizo, que pertenece a la comarca de Las Loras, recientemente incorporada a la red del patrimonio geológico mundial por la Unesco como Geoparque de Las Loras. Dentro de esta comarca el macizo de Peña Amaya es el que alcanza mayor altitud.
Peña Amaya presenta dos sectores diferenciados por la vaguada donde nace la fuente Hongarrera, una de las fuentes del río Odra, tributario del Pisuerga. Al este una paramera casi horizontal, conocida como La Muela, donde destacan las muestras de modelado kárstico (dolinas, poljes, lapiaces, nidos de avispa), además de las cuevas que se abren en su cantil. Al oeste se levanta el abrupto promontorio del Castillo, testigo en esta zona del banco calizo superior, pues el resto está denudado hasta el banco inferior, un centenar de metros más abajo, que es conocido como La Peña y que fue el lugar de asentamiento principal del castro de Amaya. 
Debido a su altitud absoluta y a que se encuentra en el mismo borde de la paramera de Las Loras, Peña Amaya destaca por su elevada altitud relativa respecto al entorno, pues son casi cuatrocientos metros de desnivel entre la cumbre, a 1370 m, y los pies, a 980 m, salvados de forma abrupta mediante dos cantiles verticales. Esta configuración confiere a Peña Amaya ese aspecto de enérgico jalón en el paisaje en la transición entre las tierras sedimentarias de la Meseta y las estribaciones de la cordillera Cantábrica. Próxima a ella está Peña Ulaña que tiene parecidas características a peña Amaya.

## Entorno

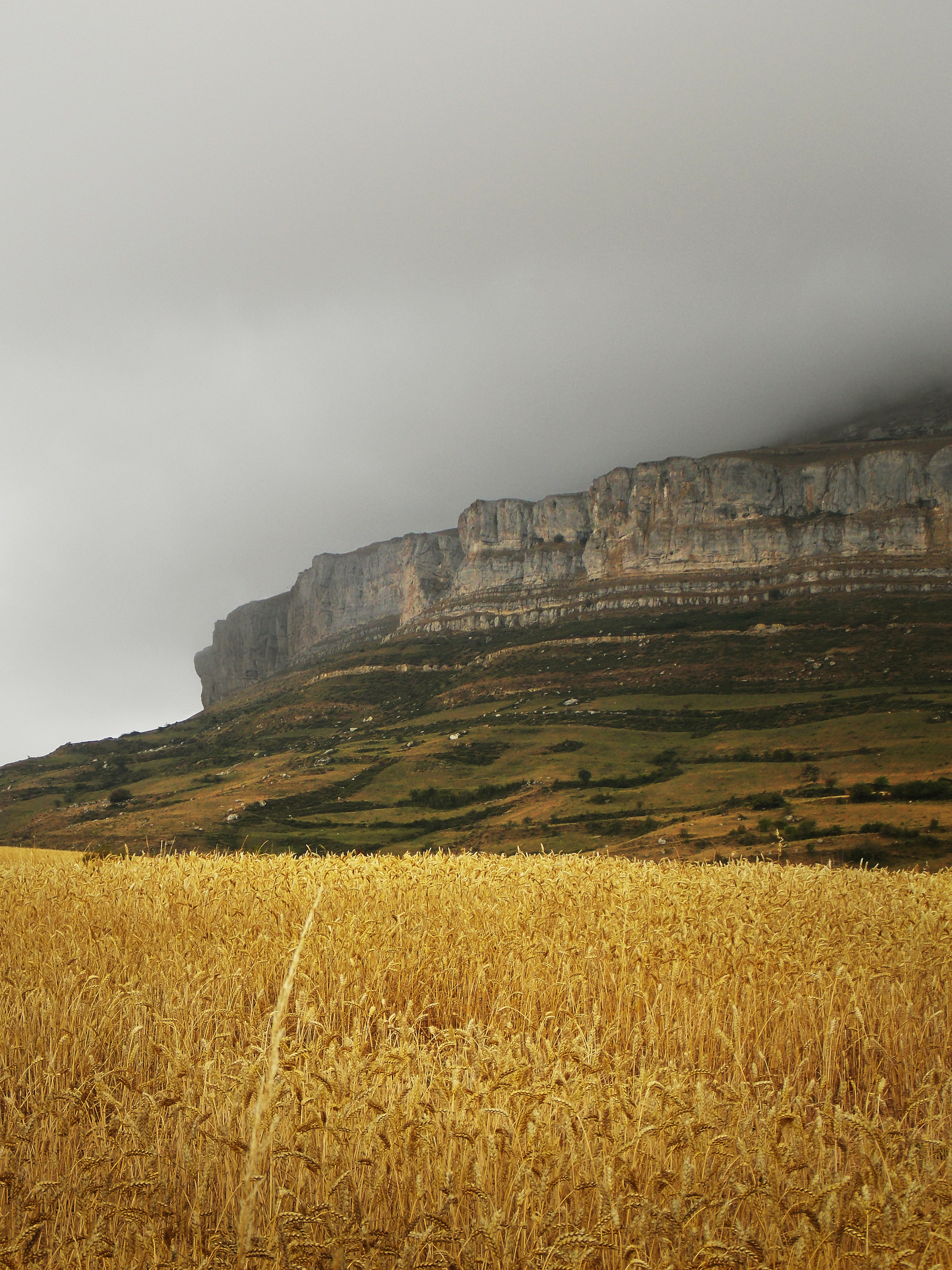
Peña Amaya

Se trata de un espacio geográfico dominado por páramos y terrenos de cultivo cerealista. Los límites de este territorio están conformados por los cursos de cuatro ríos pertenecientes a dos cuencas hidrográficas: la del Duero y la del Ebro. Por el oeste, el río Pisuerga y el canal de Castilla dibujan el límite con Tierra de Campos. Al sur, en los Campos de Muñó, el río Arlanzón establece el límite con la comarca del Arlanza. Por el este el río Úrbel y el páramo de Masa. Al norte, el páramo de la Lora y los cañones horadados por los ríos Ebro y Rudrón marcan frontera con la vecina Cantabria y con la comarca de Las Merindades. Una continua sucesión de suaves relieves, tranquilos páramos y extensos llanos dedicados al cultivo del cereal, ocupa el centro de este territorio, que está vertebrado por numerosos ríos y arroyos tributarios del Pisuerga y del Arlanzón. Entre ellos destacan el Odra, el Brullés, el Hormazuela, el Úrbel y el Ruyales.

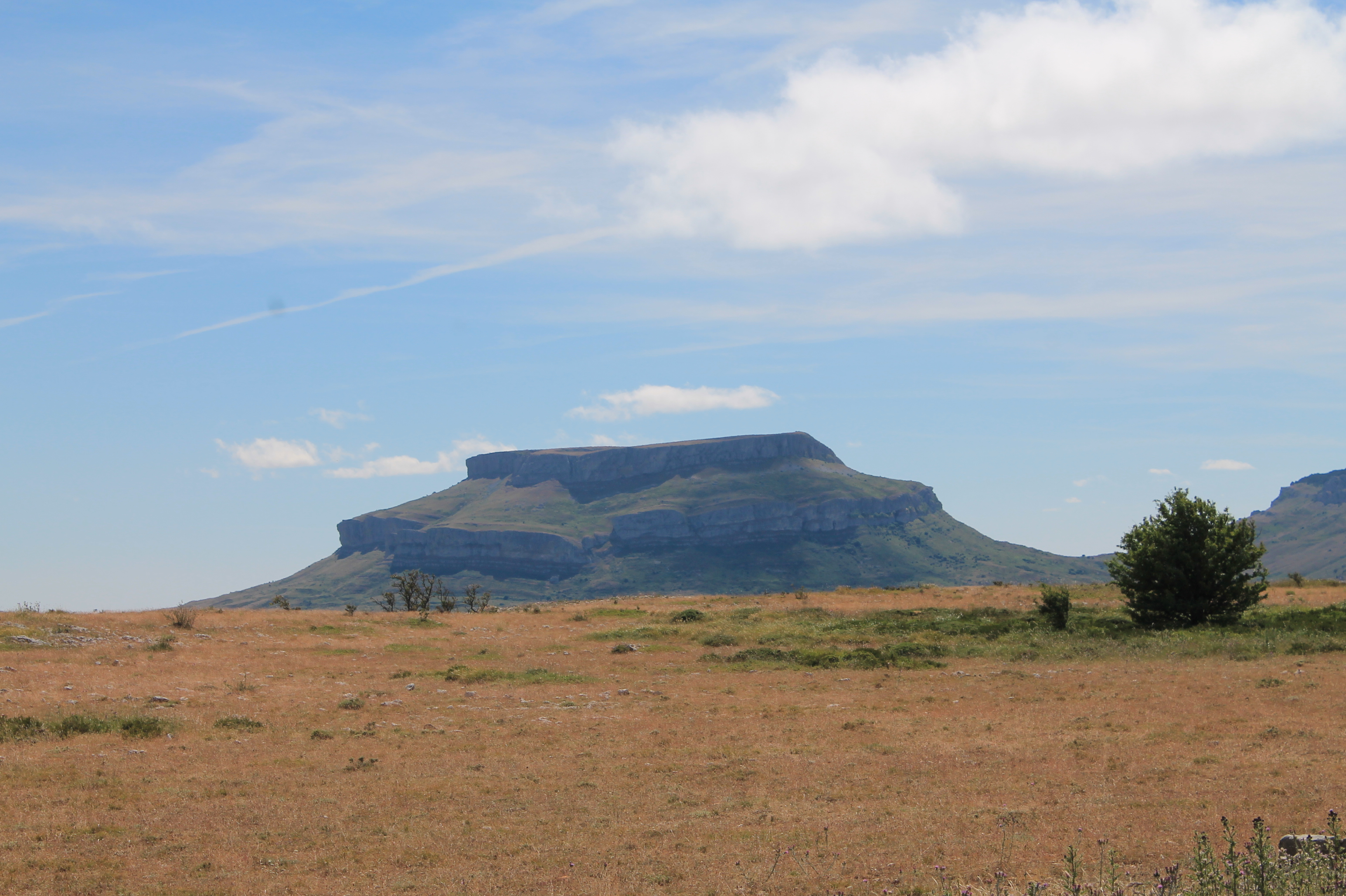
Sinclinal colgado de Peña Amaya visto desde el noroeste

En dirección norte, la silueta de la Peña Amaya rompe la línea horizontal que caracteriza los páramos castellanos.
En este entorno que comparte una misma historia geológica son frecuentes las cuevas y surgencias, y llaman la atención las originales formas que adquieren sus relieves.

## Restos arqueológicos

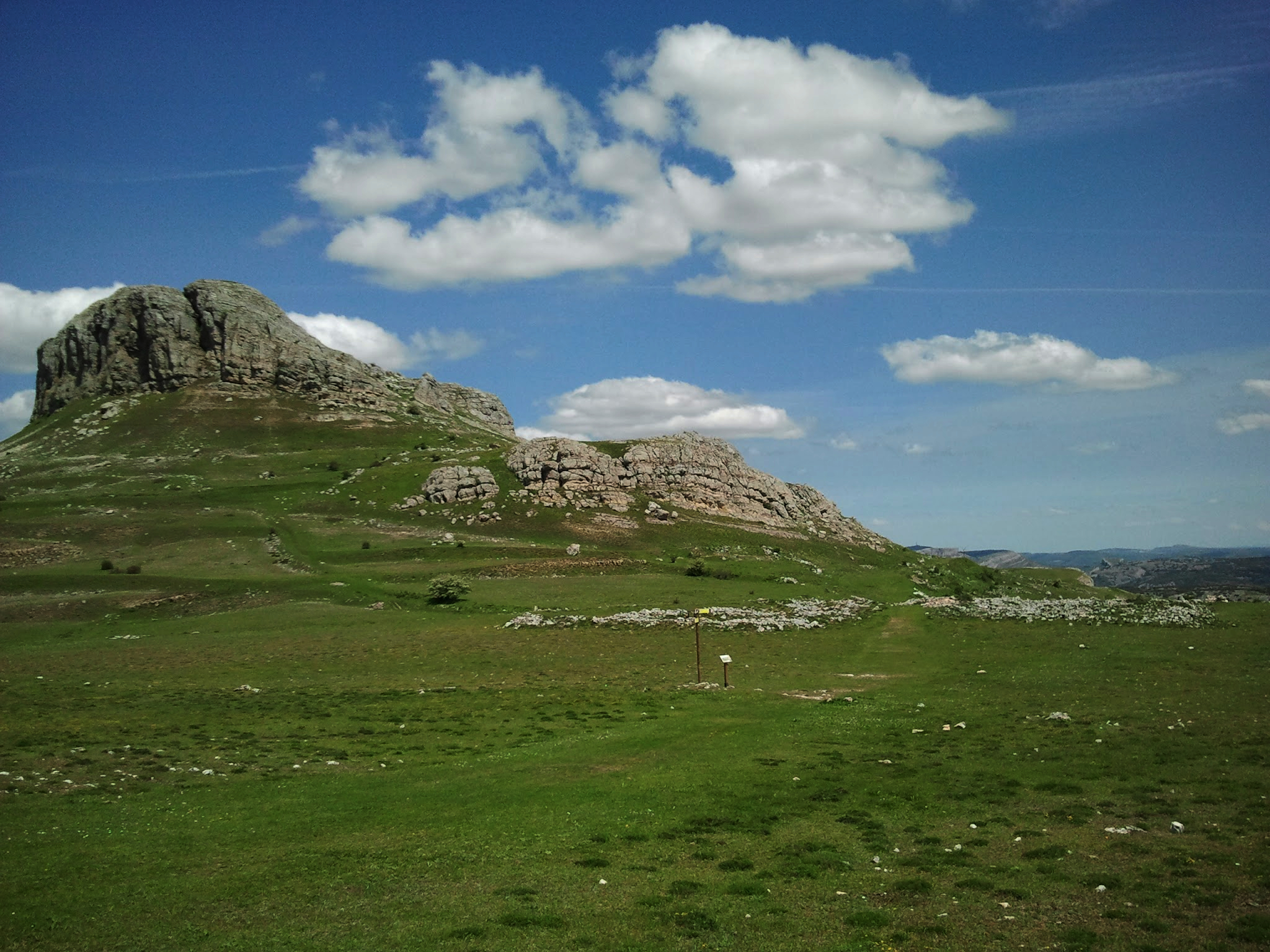
En primer plano a la derecha, los restos arqueológicos del poblado altomedieval de Amaya. La fortaleza se situaría al fondo, en lo alto del promontorio de El Castillo.

Aun se conservan muchos restos arqueológicos de la larga historia de ocupación humana de Peña Amaya. Amaya siempre fue el foco principal de resistencia cántabra por su naturaleza inexpugnable y su postura de promontorio dominante que ofrece gran visibilidad sobre la llanura castellana. Fue la antigua capital del pueblo cántabro por ser el cerrojo militar principal para adentrarse en la cordillera cantábrica. De la época cántabra destacan los hallazgos de diferentes partes de la indumentaria de los habitantes prerromanos. Entre otros, fíbulas, o cinturones, así como diversos denarios ibéricos que denotan un claro intercambio con la cultura mediterránea. En tiempos romanos, el emperador Augusto decide acabar con la últimos focos resistencia en Hispania a partir del año 25 a. C., y después de varias oleadas, terminan arrasando los cántabros en Amaya. Es la época de la que más restos se han hallado: existen restos de construcciones romanas, aunque de muy baja calidad. Amaya siguió siendo "capital" o, al menos, principal urbe cántabra durante el periodo visigodo del Ducado de Cantabria, hasta su caída definitiva en manos del ejército musulmán de Tarik en el año 712. Pero después de muchos expolios, los restos visigodos de la época cántabra brillan por su ausencia. Hoy en día se aprecian todavía ciertas bases de edificios modestos de piedra de época medievaly la trinchera de acceso al castro de Amaya, que tiene una amplia ocupación entre la Edad del Bronce y la Baja Edad Media.

## Subida a la Peña
Hay varios accesos. Desde el pueblo de Amaya se sube por una pista hasta el aparcamiento. Desde allí por la trinchera tallada en la roca que forma parte de las defensas del castro se accede a la planicie de La Peña donde se encuentran las ruinas de la última aldea medieval. Desde esta planicie varios senderos permiten acceder a otras partes de Peña Amaya, como el promontorio del Castillo y desde allí, casi en su cima, seguir el sendero que lleva al sector de La Muela
También se puede llegar desde el despoblado de Puentes de Amaya por una senda paralela al arroyo Gallinas, la cual se interna en un estrecho valle; a la altura de una chopera se localiza la vereda que asciende hasta la cima.
El descenso se puede realizar a través de la pista de regreso a Amaya. Son unos 10 kilómetros que se pueden completar en unas cuatro horas.